# Otopappus
Otopappus é um género botânico pertencente à família Asteraceae.
Um dos antigos sinónimos deste género é Notoptera, que é também o nome duma ordem de insectos (ver Notoptera (insectos)).
Espécies
1. Otopappus acuminatus S.Watson - Xalisco
2. Otopappus brevipes B.L.Rob. - de Chiapas a Nicarágua
3. Otopappus calarcanus S.Díaz -  Colômbia
4. Otopappus curviflorus (R.Br.) Hemsl. - de Veracruz a Nicarágua
5. Otopappus epaleaceus Hemsl. - de Puebla a Guatemala
6. Otopappus glabratus (J.M.Coult.) S.F.Blake - Guatemala, Honduras, O Salvador
7. Otopappus guatemalensis (Urb.) R.L.Hartm. & Stuessy  - Guatemala, Belize, Iucatão
8. Otopappus hirsutus (Sw.) R.L.Hartm. & Stuessy - Jamaica
9. Otopappus imbricatus (Sch.Bip.) S.F.Blake - Puebla, Morelos, Michoacão, Guerrero
10. Otopappus koelzii McVaugh - Michoacão, Colima, Xalisco
11. Otopappus mexicanus (Rzed.) H.Rob. - Guerrero, Oaxaca
12. Otopappus microcephalus S.F.Blake - Colima, Xalisco, Guerrero, Oaxaca
13. Otopappus robustus Hemsl. - Veracruz
14. Otopappus scaber S.F.Blake - Guatemala, Belize, Iucatão, Chiapas
15. Otopappus syncephalus Donn.Sm. - Guatemala
16. Otopappus tequilanus (A.Gray) B.L.Rob. - Sinaloa, Xalisco, Naiarite, Michoacão, Guerrero, Oaxaca
17. Otopappus verbesinoides Benth. - de Oaxaca a Nicarágua

Incluídas anteriormente
Várias espécies antes incluidas em Otopappus são agora consideradas como melhor classificadas noutros géneros como Lundellianthus, Oblivia e Verbesina.